# Willemijn Verkaik
Willemijn Verkaik (Son en Breugel, 16 de junho de 1975) é uma atriz neerlandesa.

## Biografia
Verkaik nasceu em Son en Breugel, mas cresceu em Nuenen perto de Eindhoven. Graduou-se como professora de canto no consevatório de Roterdã e cantou em várias bandas pop. No ano 2000, ela iniciou sua carreira de atriz, participando do musical Elizabeth. Em seguida, ela participou por duas vezes do musical We Will Rock You, primeiramente como Ozzy, depois como a Killer Queen. Ela também desempenhou o papel de Elphaba na versão alemã do musical Wicked em Stuttgart.

## Carreira

### No teatro
- 2000: Elisabeth
- 2003: 3 Musketiers - Rainha Anna (Substituta)
- 2004: Eternity - Barbara
- 2004: We Will Rock You - Ozzi e depois como Killer Queen
- 2006: Elisabeth - Elisabeth (concerto ao ar livre)
- Nov. 2007 - presente: Wicked: Die Hexen Von Oz - Elphaba (em Stuttgart)